# Falciot cuaforcat gros
El falciot cuaforcat gros (Panyptila sanctihieronymi) és una espècie d'ocell de la família dels apòdids (Apodidae) que habita boscos, camp obert i ciutats del sud de Mèxic (Nayarit, Jalisco, Colima, Michoacán), Guatemala i Hondures.